# Eisfeld
Eisfeld è una città di 7 454 abitanti della Turingia, in Germania.
Appartiene al circondario (Landkreis) di Hildburghausen (targa HBN).

## Geografia antropica
La città di Eisfeld è suddivisa nelle frazioni (Ortsteil) di Eisfeld, Bockstadt-Herbartswind, Harras, Heid, Hirschendorf e Waffenrod/Hinterrod.
Le frazioni di Bockstadt-Herbartswind, Harras, Hirschendorf e Waffenrod/Hinterrod sono governate da un sindaco di frazione (Ortsteilbürgermeister) e da un consiglio di frazione (Ortsteilrat).

## Storia
Il 1º gennaio 2019 venne aggregato alla città di Eisfeld il comune di Sachsenbrunn.